# ヘブンスそのはらSNOW WORLD
ヘブンスそのはらSNOW WORLD（ヘブンスそのはらスノーワールド）は、長野県下伊那郡阿智村にあるスキー場である。通称はヘブンスそのはら。
また、冬季も含めた通年営業を行っており、公式ウェブサイトの名称や冬季以外での施設名称は富士見台高原ロープウェイ ヘブンスそのはら（ふじみだいこうげんロープウェイ ヘブンスそのはら）と表記される。
麓から「富士見台高原ロープウェイ」に乗ることでゲレンデに着く。当スキー場の特徴としては開業当初以来スキーヤーオンリーを貫いており、ホームページでもそのことを強調していたが、2024-2025シーズンよりスノーボートも滑ることができるようになった。

## 沿革
- 1996年（平成8年）8月8日 - 阿智村などの出資する第三セクター、阿智総合開発株式会社により開業[1][3]。
- 2006年（平成18年） - 投資ファンドによりスキー場再生事業会社として設立されたジェイ・マウンテンズ・グループ株式会社が買収。
- 2012年（平成24年） - 夜の星空観賞を目的としたツアー「天空の楽園 日本一の星空ナイトツアー」を開始[9]。
- 2019年（令和元年）5月11日 - 「同時に天体観測を行った最多人数」として2640人のギネス世界記録を更新[2][9][4][6][7][12]。

## 冬季営業

### コース
コースの詳細は、公式サイトのゲレンデ情報を参照。
初心者向け
- エンジェルコース
- ミルキーコース
- りんどうコース

中上級者向け
- パノラマコース

上級者向け
- トリッキーサウスコース

スノーシューコース
- いわなの森スノーシュー
- 富士見台高原スノーシュー（スキー場管理外コース）

その他
- キッズワールド（そり・雪遊び専用）

## 星空ナイトツアー
2012年より星空の天体観測ツアーとして「天空の楽園 日本一の星空ナイトツアー」を実施している（有料）。スキー場の冬季営業期間中にも実施される。ツアーの詳細は、公式サイトを参照。

## リフト

### ロープウェイ（ゴンドラ）
当スキー場内にはゴンドラが設置されており、冬季以外での名称は「富士見台高原ロープウェイ」が使用される。
- 全長（傾斜長）：2549メートル[1][3]
- 高低差：611メートル[3]
- 最大勾配：34度8分[3]
- 走行方式：単線自動循環式[3]
- ゴンドラ（搬器）
  - メーカー：CWA（開業当初から使用）[3]
  - 定員：12人（座席は設けておらず、立ち乗りのみとなる）[3]

### リフト
- 高速クワッドリフト1基

第2クワッド(635m、206m)
- ペアリフト3基

第3ペアリフト(465m、157m)
第4ペアリフト(290m、35m)
第6ペアリフト(85m、25m)　
第7ペアリフト(219m、102m)
富士見台高原ロープウェイを含む一部のリフトは通年運用されている。また、第1(558m)と第5(169m)は、免許申請のみで建設されず欠番となっている。

## 施設

### ロープウェイ（ゴンドラ）山麓駅
普通車約2000台分の駐車場が用意されている。
- レンタル受付
- 更衣室・ロッカー
- リフト券売所
- 売店
- トイレ

### マウンテンロッジ
- レストラン
- スクール受付
- ロッカー
- 売店
- トイレ
- 授乳室

### センターハウス
- レストラン(席数：300席)
- パトロール・救護室
- リフト券売所
- ロッカー
- トイレ

## 設計者
第三セクターである阿智総合開発株式会社設立直後の1990年から阿智総合開発に請われスキー場の基本計画を練り、コース設計やゴンドラ・リフトなどの配置計画・設備選定などスキー場開設に向むけた実行計画策定から届出申請のほぼすべてをひとりで行った陰の功労者は、飯田市在住で元飯田スキークラブ会長であった山縣淳一である。
開業後はスキー場の運営基盤整備にも尽力しその後引退した。

## アクセス
路線バスはスキー場内への乗り入れがなく、以下の交通手段となる。
自動車
- 中央自動車道 園原IC(名古屋方面から)より2.8km 約5分
- 中央自動車道 飯田山本IC(諏訪・東京方面から)より14km 約20分

高速バス
- 中央道高速バス（名鉄バスセンター - 飯田駅、名鉄バス・信南交通共同運行）
  - 園原バス停より送迎バス（無料・冬季は運休、高速バスの予約者のみ利用可）

その他
- 昼神温泉より無料送迎バスで約30分（冬季は運休、昼神温泉の宿泊者のみ利用可）
  - かつては宿泊者を対象とした送迎バス（有料）が東日本旅客鉄道（JR東日本）中央本線上諏訪駅と温泉間を運行していた[5]。
- 東海旅客鉄道（JR東海）飯田線飯田駅よりタクシーで約40分。